# Lasioptera camelliae
Lasioptera camelliae är en tvåvingeart som beskrevs av Suguru Ohno och Junichi Yukawa 1984. Lasioptera camelliae ingår i släktet Lasioptera och familjen gallmyggor. Inga underarter finns listade i Catalogue of Life.